# Sentier de grande randonnée 30
Le sentier de grande randonnée 30 (GR 30) est un sentier de grande randonnée autour du Puy de Sancy à la découverte des lacs d'Auvergne. On trouve aussi en chemin le puy de Sancy, point culminant du Massif central avec 1 885 mètres. Le GR permet de croiser sur sa route de nombreux lacs et volcans d'Auvergne. Le GR 30 forme une boucle de 194 kilomètres dans le département du Puy-de-Dôme.

## Parcours
- le Lac d'Aydat
- Cournols
- Olloix
- Lenteuges
- Saint-Nectaire
- Chautignat
- le Lac Chambon
- Jassat
- Courbanges
- Besse-et-Saint-Anastaise
- Lac Pavin
- Lac de Montcineyre
- Compains
- Brion
- La Godivelle
- Espinchal
- Égliseneuve-d'Entraigues
- L'Esclauze
- Chabrol
- La Tullière
- Saint-Genès-Champespe
- Broussoux
- le lac de la Crégut
- le lac Chauvet
- Charreire
- le puy de Sancy
- Vendeix
- Lusclade
- le lac de Guéry
- le lac de Servières
- Orcival
- Juegheat
- Voissieux
- Neuville
- Recoleine
- La Cassière
- Le Lot

## Galerie

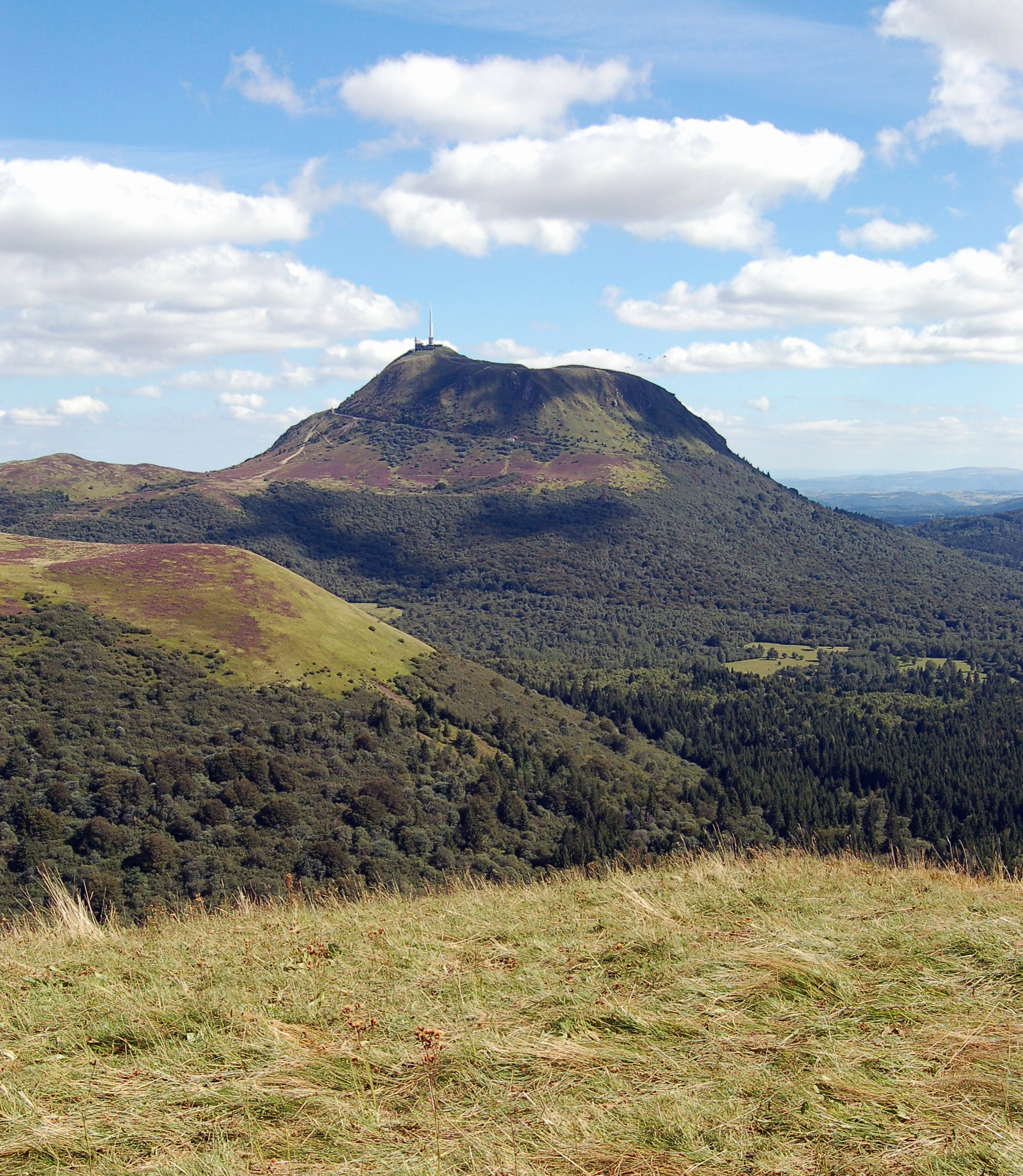
Le puy de Dôme
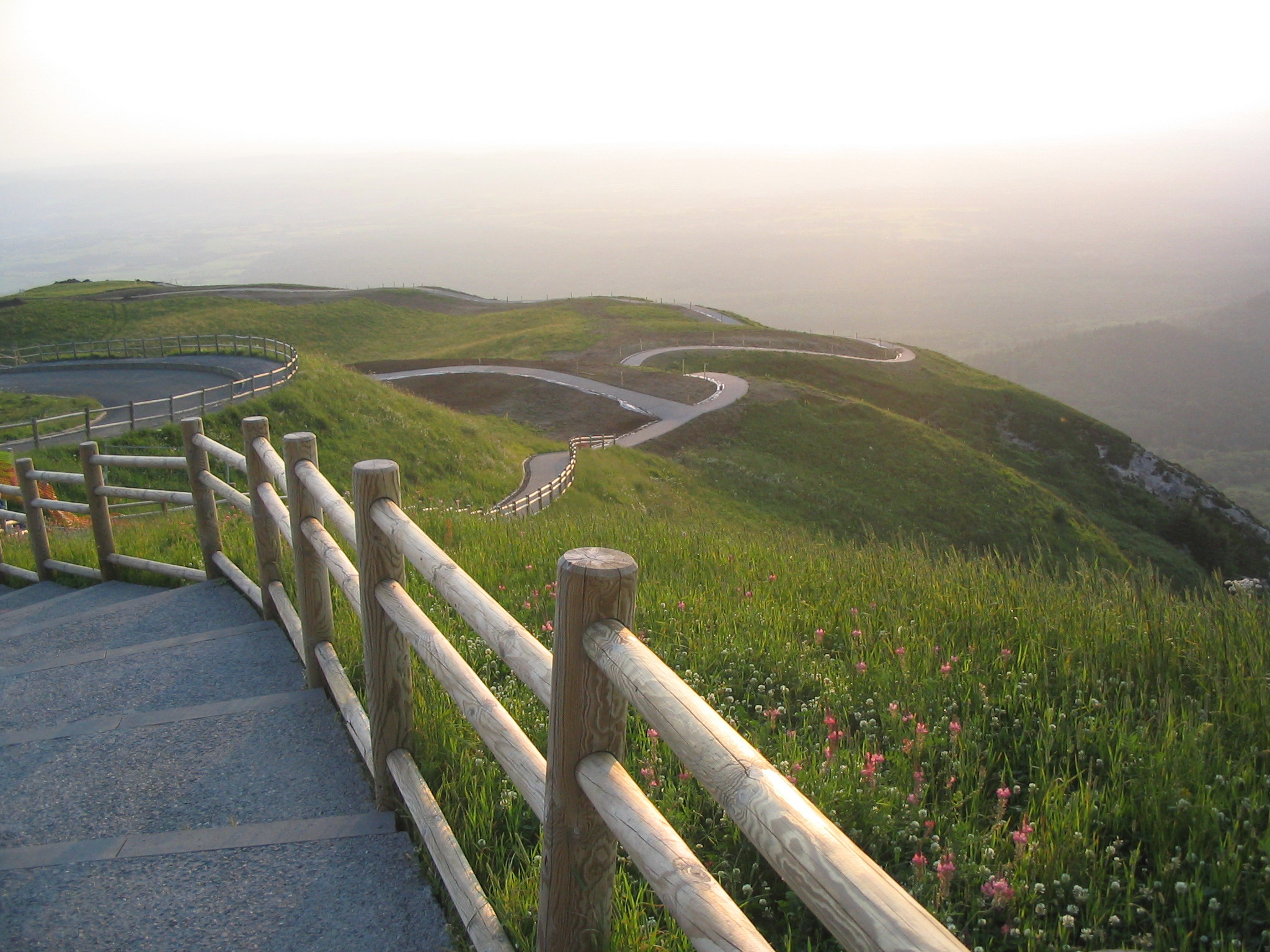
Vue sur la Chaîne des Puys
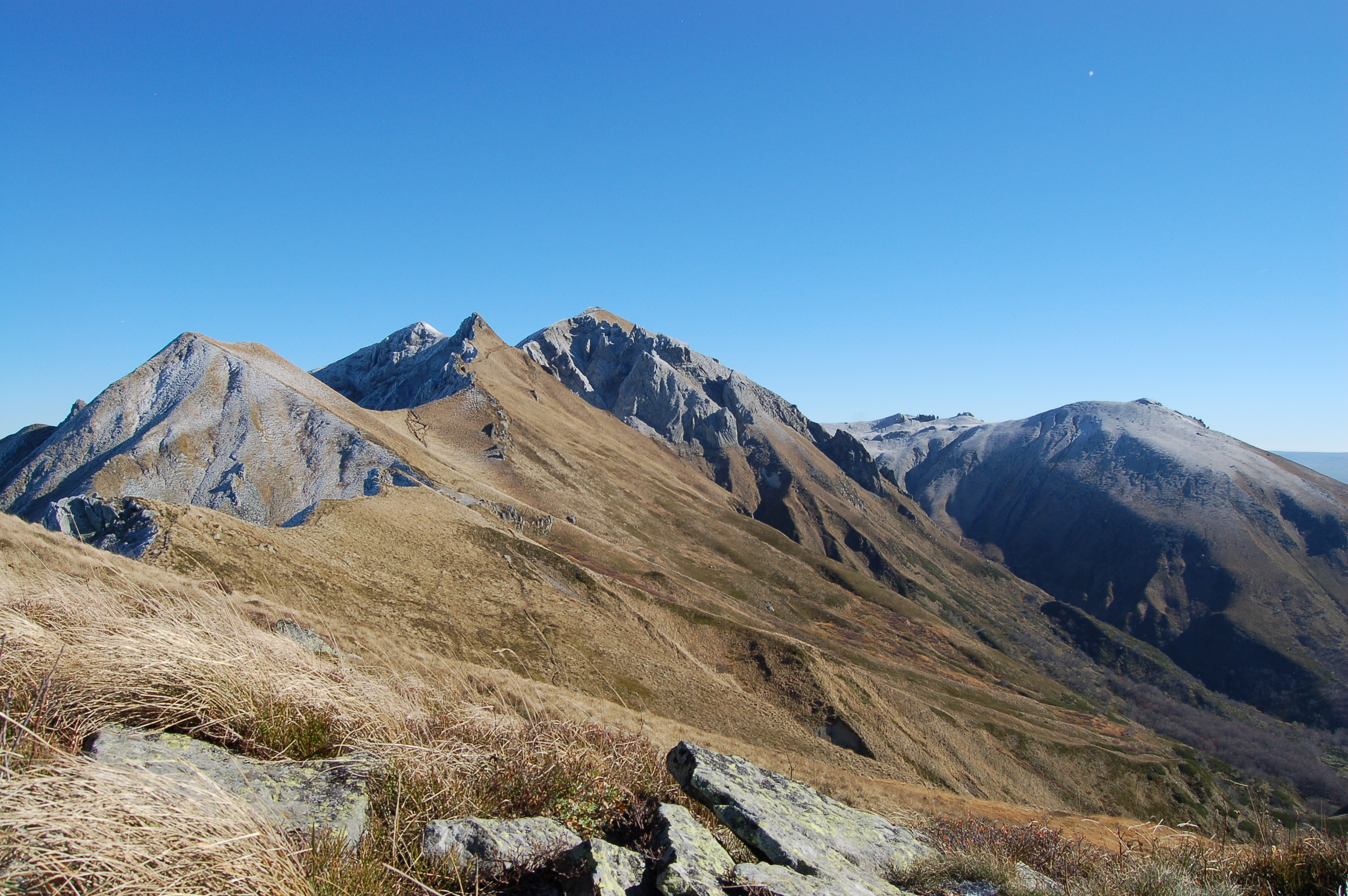
Vue du puy de Sancy
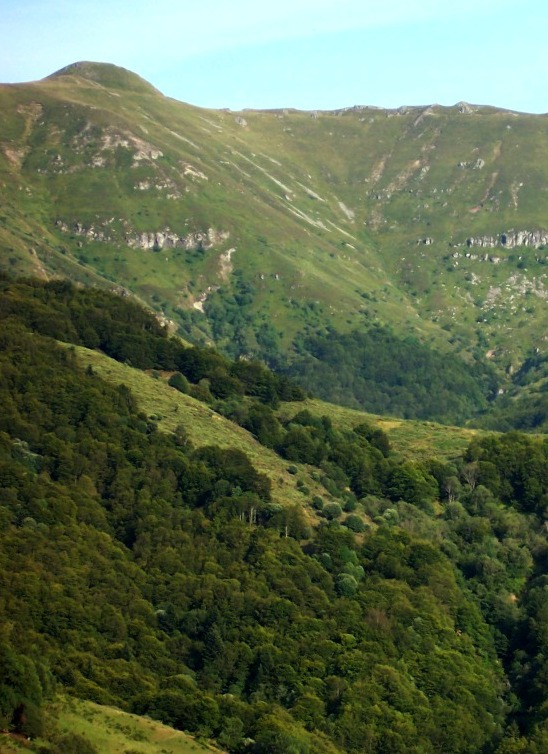
Le Plomb du Cantal
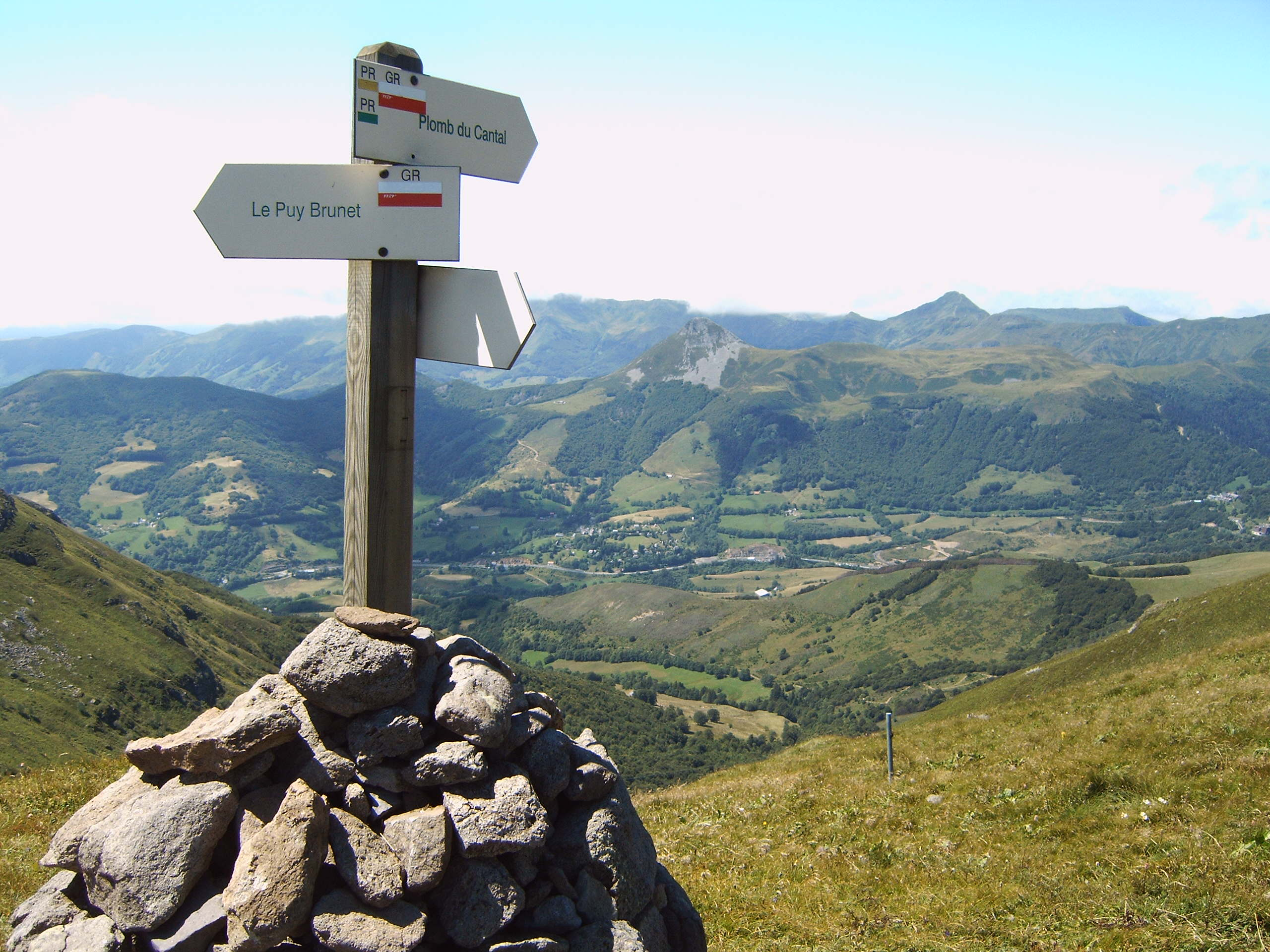
Vue sur le Puy Griou et le Puy Mary
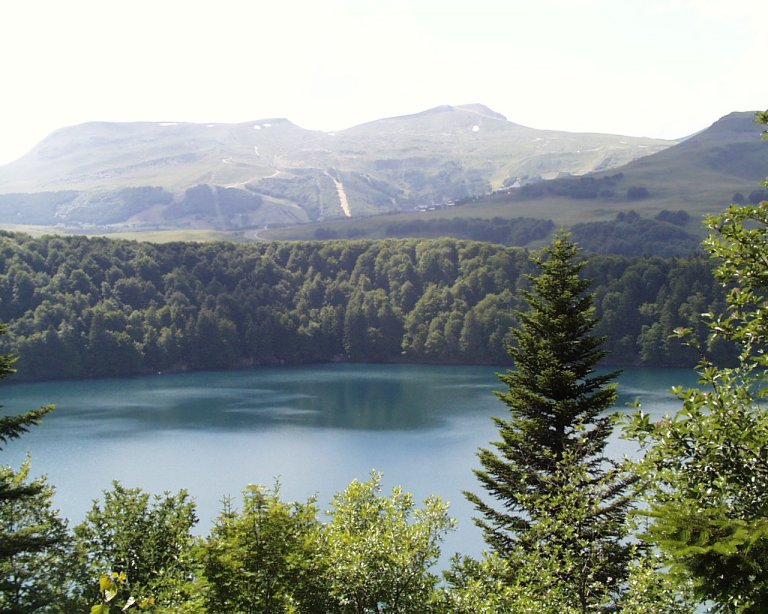
Le lac Pavin
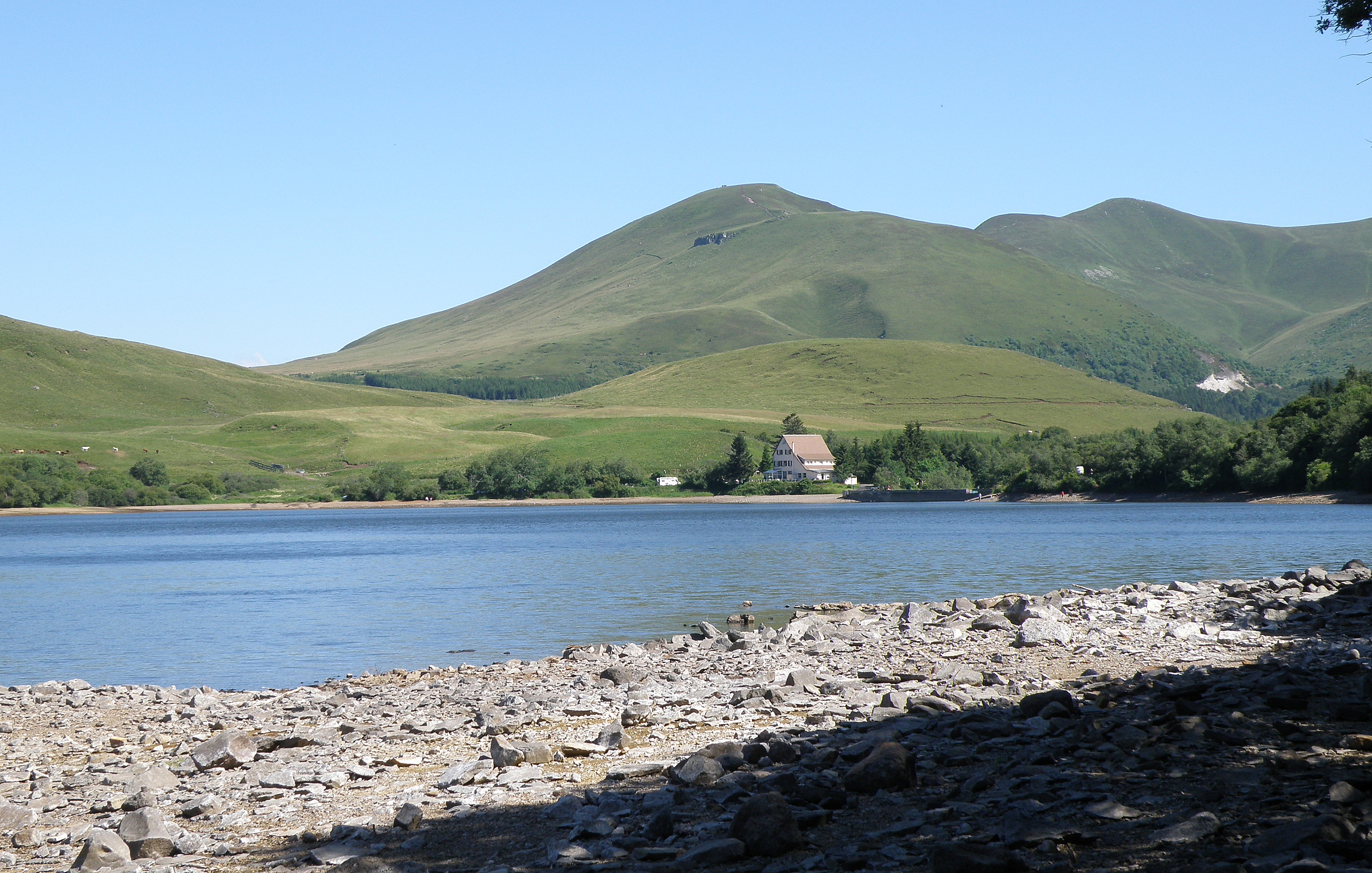
Le lac de Guéry
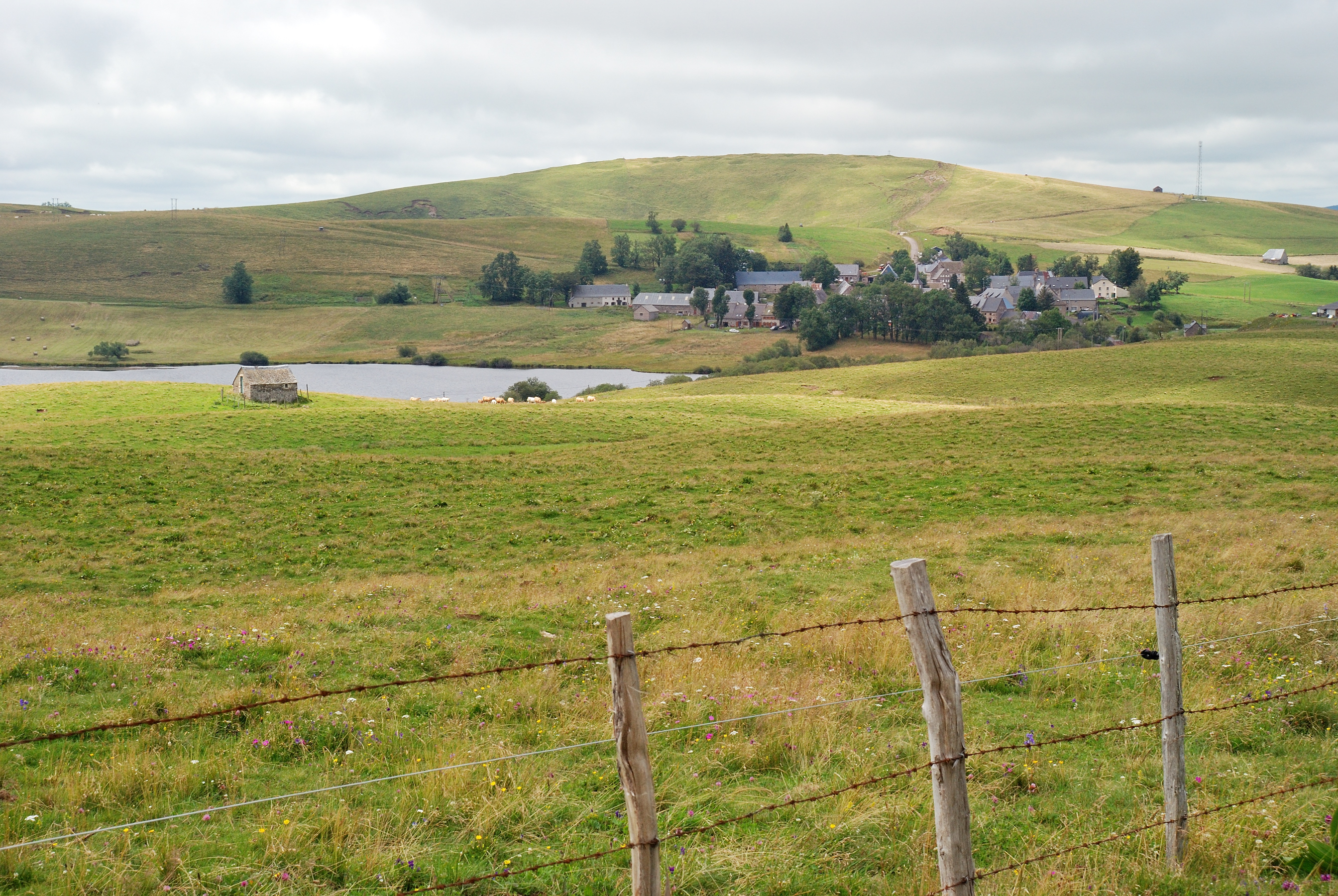
Village de La Godivelle